# Liebstadt
Liebstadt település Németországban, azon belül Szászország tartományban. Lakosainak száma 1248 fő (2023. december 31.). Liebstadt Bad Gottleuba-Berggießhübel, Bahretal, Glashütte és Altenberg községekkel határos.

## Népesség
A település népességének változása:
| Lakosok száma | 1294 | 1291 | 1271 | 1268 | 1248 |
|               | 2017 | 2019 | 2021 | 2022 | 2023 |